# 2005 QK76
2005 QK76 ist ein Asteroid, der zu den Erdnahen Asteroiden (Apollo-Typ) zählt und am 30. August 2005 von Steward Observatory, Kitt Peak-Spacewatch, Tucson, Arizona (IAU-Code 691) entdeckt wurde. Der Asteroid wird (Stand: 13. Februar 2025) auf der NEO Risk List mit einer kumulativen Einschlagswahrscheinlichkeit von 1 zu 15576 in den Jahren 2030 bis 2108 geführt. Der Durchmesser des Asteroids wird auf etwa 20 bis 50 Meter geschätzt. Am 3. März 2025 wird der Asteroid die Erde mit einem Abstand von etwa 17 Millionen Kilometer passieren. Die nächste Annäherung an die Erde mit einer Einschlagswahrscheinlichkeit von 1 zu 33223 ist am 26. Februar 2030.